# Cheiracanthium adjacens
Cheiracanthium adjacens là một loài nhện trong họ Miturgidae.
Loài này thuộc chi Cheiracanthium. Cheiracanthium adjacens được Octavius Pickard-Cambridge miêu tả năm 1885.